# Cyrtochilum geniculatum
Cyrtochilum geniculatum är en orkidéart som beskrevs av Willibald Königer. Cyrtochilum geniculatum ingår i släktet Cyrtochilum, och familjen orkidéer.
Artens utbredningsområde är Ecuador. Inga underarter finns listade i Catalogue of Life.